# 岳福生
岳福生（英語：：1964年4月—：聖名：若瑟）是天主教中國籍主教和中國天主教愛國會成員，曾被教宗絕罰，但已在2018年9月22日獲得教宗方濟各赦免。現任哈爾濱傳教區主教及中國天主教愛國會副主席。

## 生平

### 早年生活
岳福生生於1964年4月中國河北省遷安一個世代教友家庭，自幼代洗。他在遼寧省瀋陽天主教神學院接受培育。1988年8月在哈爾濱士課街聖堂晉鐸。
1993年8月，岳福生當選黑龍江省兩會副主委及秘書長，同年出任教區副主教。1995年1月，曾隨中國代表團前往菲律賓出席1995年世界青年日，並香港和韓國進行神學交流和學習。1997年3月至1998年7月期間，在比利時魯汶天主教大學進修。
2004年至2010年間，他曾擔任中國天主教愛國會副秘書長。2012年起獲選為中國天主教愛國會副主席。

### 祝聖
1999年成為主教候選人，並於2012年5月召開的黑龍江教區會議上通過確認。同年7月6日，岳福生未有得到時任教宗若望保祿二世准許，舉行祝聖禮，非法自選自聖成為主教。聖座亦於同月10日宣布根據《天主教法典》1382條，岳神父自接受祝聖起已處於自科絕罰。
2018年9月22日，中梵就主教任命權達成協議。時任方濟各教宗赦免了七名非法自選自聖的主教，而岳福生也是其中之一。